# Hans-Michael Baumgartner
Hans-Michael Baumgartner (ur. 5 kwietnia 1933 w Monachium, zm. 11 maja 1999 w Bergu) – niemiecki filozof, znawca filozofii Schellinga.

## Życiorys
W latach 1952–1961 studiował filozofię, psychologię, teologię i matematykę na uniwersytetach w Monachium, Frankfurcie nad Menem i Getyndze. Doktorat z dziedziny filozofii obronił na Uniwersytecie Ludwika i Maksymiliana w Monachium w 1961 i tamże uzyskał w 1971 habilitację. Od 1976 zatrudniony był na stanowisku profesora na Uniwersytecie w Gießen, a od 1985 roku do końca życia wykładał filozofię na Uniwersytecie w Bonn.
W latach 1986–1992 Baumgartner pełnił funkcję przewodniczącego Międzynarodowego Towarzystwa Schellingiańskiego (Internationalen Schelling-Gesellschaft).

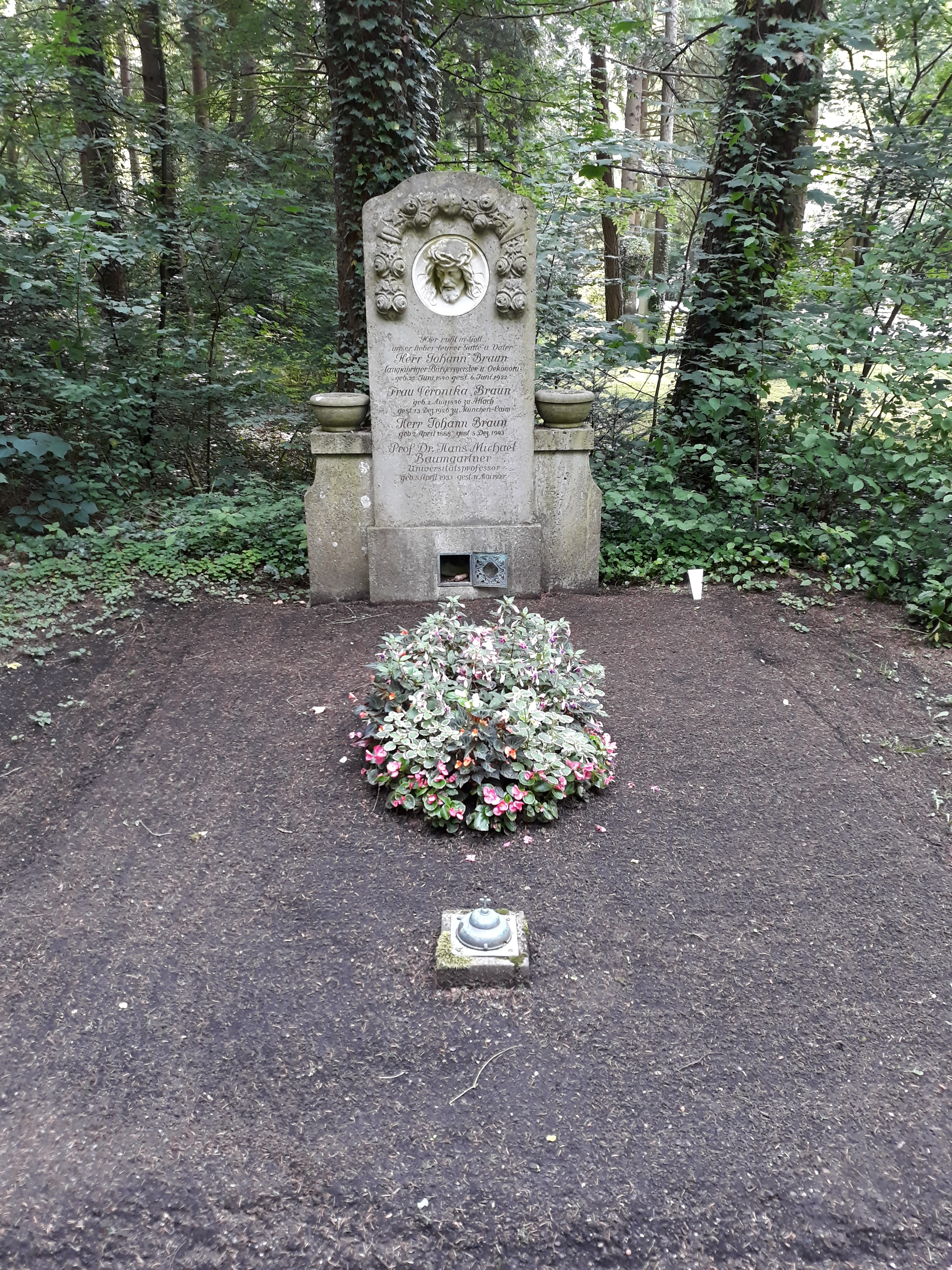
Grobowiec na Cmentarzu Leśnym w Monachium

## Dzieło w języku polskim
- Granice rozumu (tłum. Andrzej M. Kaniowski, Warszawa 1996)